# Puterile Axei
Puterile Axei au fost națiunile care au luptat contra Aliaților în timpul celui de-al Doilea Război Mondial. Cele trei puteri principale ale Axei au fost Germania Nazistă, Italia Fascistă și Japonia imperialistă, care se numeau ,,Axa Roma-Berlin-Tokyo.
În perioada de apogeu, Puterile Axei controlau imperii care dominau o mare parte a Europei, Asiei și a Oceanului Pacific, însă cel de-al Doilea Război Mondial s-a încheiat cu înfrângerea lor totală. Ca Aliații, apartenența la Axă era foarte dinamică și mai multe națiuni au intrat și apoi au părăsit Axa. Pe lângă Germania, Italia și Japonia mai erau: România, Ungaria și Finlanda.

## Națiuni participante
Principalele puteri sunt:

### Japonia

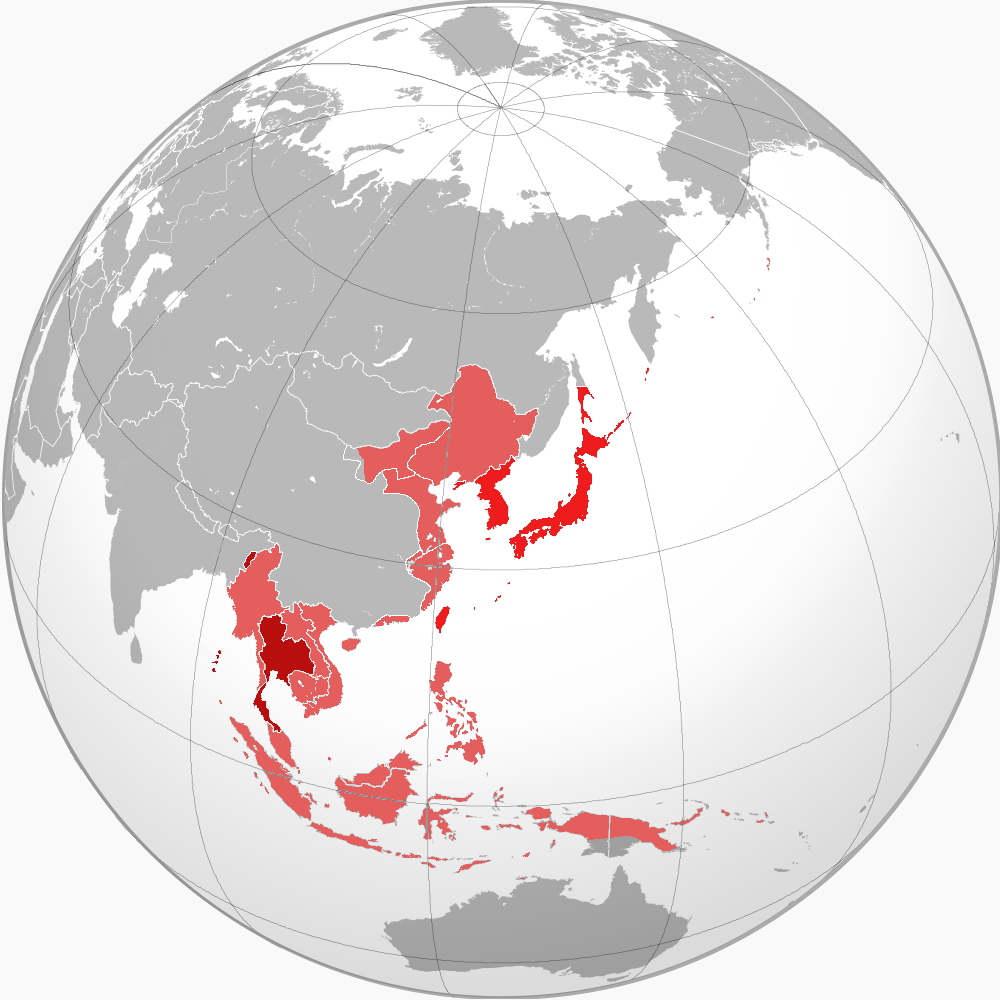

Japonia a fost puterea principală a Axei în Asia și Pacific. Imperiul Japoniei, denumit în mod obișnuit Japonia imperialistă, a fost o monarhie constituțională condusă de Hirohito. Constituția a prescris că "Împăratul este capul imperiului, combinând în sine drepturile de suveranitate, și exercițiile, în conformitate cu prevederile prezentei Constituții" (articolul 4) și că "împăratul are comanda supremă asupra armatei și marinei"(articolul 11).
Politica expansionistă a Japoniei, înstrăinată de alte țări din Liga Națiunilor, mai apropiată de cea a Germaniei și Italiei, care aveau același tip de politică.
Principalii pași ai Japoniei în alierea militară cu Germania au început cu Pactul Anti-Comintern, în care cele două țări se angajau să se apere de agresiunea Uniunii Sovietice și a oricărei alte puteri.
Prima acțiune majoră a Japoniei a fost atacul împotriva Chinei.
Invazia ulterioară japoneză și ocuparea unor părți din China a dus la numeroase atrocități împotriva civililor, cum ar fi masacrul de la Nanking. Japonezii s-au luptat cu forțele sovieto-mongole în Manchukuo în 1938 și 1939. Japonia a încercat să evite războiul cu Uniunea Sovietică prin semnarea unui pact de neagresiune cu Uniunea Sovietică, mai târziu, în 1941.

### Germania

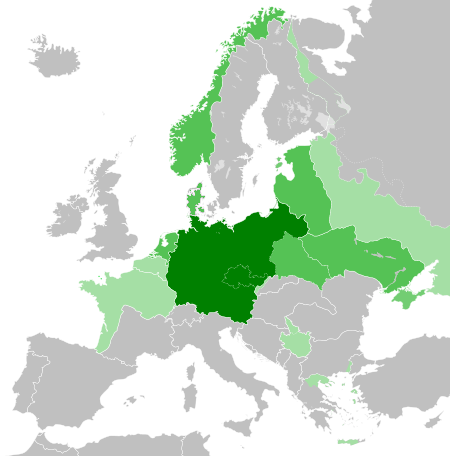

Germania a fost puterea principală a Axei în Europa și de facto, liderul alianței cu autoritate asupra Pactului Tripartit. Germania a fost condusă de Adolf Hitler și al său Partid Muncitoresc German Național-Socialist (Partiul Nazist).
Cetățenii germani au simțit că țara lor a fost umilită în urma Tratatului de la Versailles, de la sfârșitul Primul Război Mondial, trebuind să cedeze fie o parte din teritoriul imperial, noii Republici Poloneze, fie coloniile sale. Presiunea despăgubirilor de război a afectat  mult economia germană, contribuind la hiperinflația de la începutul anilor 1920.
În 1923, Franța a ocupat regiunea Ruhr ca urmare a plăților de despăgubire cu întârziere. Deși situația Germaniei a început să se îmbunătățească din punct de vedere economic în mijlocul anilor 1920, Marea Depresiune a creat dificultăți economice mari și o creștere a forțelor politice care au pledat pentru soluții radicale la problemele Germaniei. Naziștii, în conformitate cu Adolf Hitler, au urmat și promovat o politică naționalistă, promovând ideea că Germania a fost trădată de către evrei și comuniști și a promis să reconstruiască țara, ca o mare putere care, prin extindere, să includă Alsacia-Lorena, Austria, Sudeții și alte teritorii german-populate din Europa. În afară de aceasta, naziștii au scopul de a ocupa teritoriul non-german al Poloniei, Țărilor baltice, și Uniunii Sovietice, de a le coloniza cu germani, ca parte a politicii naziste de a solicita Lebensraum (în germană: "spațiu de locuit"), în Europa de Est.
Cu remilitarizarea Renaniei în martie 1936, Germania a renunțat la Tratatul de la Versailles. Germania a anexat Austria, mai târziu, în 1938 (operațiunea Anschluss), regiunea sudetă din Cehoslovacia și teritoriul Memel din Lituania, în 1939. Germania a invadat apoi restul Cehoslovaciei, în 1939, după crearea Protectoratului Boemiei, al Moraviei și Slovaciei, în calitate de țară.
La 23 august 1939, Germania și Uniunea Sovietică au semnat Pactul Ribbentrop-Molotov, care conținea un protocol secret, împărțirea Europei de Est în sfere de influență. Invadarea Poloniei de către Germania, în cadrul Pactului de opt zile, a condus ulterior la începutul celui de-al Doilea Război Mondial. Până la sfârșitul anului 1941, Germania a ocupat o mare parte a Europei iar forțele sale militare au început lupta împotriva Uniunii Sovietice, aproape cucerind capitala sa, Moscova. Cu toate acestea, înfrângerea în bătălia de la Stalingrad și în Bătălia de la Kursk a devastat forțele armate germane. Acest lucru, combinat cu debarcările aliate occidentale în Franța și în Italia, a dus la un război care a epuizat forțele armate ale Germaniei și a dus la înfrângerea Germaniei în 1945.

### Italia

Italia a fost condusă de dictatorul fascist Benito Mussolini, în numele Regelui Victor Emanuel al III-lea al Italiei.
În timpul Primului Război Mondial, Italia a intrat în război de partea Antantei, deci împotriva Germaniei și Austro-Ungariei. La încheierea războiului, Italia a făcut mai puține progrese decât a fost promis în Pactul de la Londra. Pactul de la Londra a fost anulat odată cu Tratatul de la Versailles, naționaliștii italieni și publicul au văzut acest lucru ca o nedreptate și un ultraj; au existat peste 600.000 de victime italiene. Acest resentiment, împreună cu nemulțumirile interne și o încetinire economică a permis fasciștilor italieni conduși de Benito Mussolini să se ridice la putere în 1922.
În secolul al XIX-lea, după unificare, o mișcarea naționalistă a crescut în jurul conceptului iredenta Italia, care a pledat pentru includerea vorbitorilor de italiană în zonele aflate sub dominația străină în Italia. Nu a fost o dorință de a anexa teritoriile dalmate, care au fost anterior condus de către venețieni și care au avut, prin urmare, vorbitori de limbă italiană. Intenția regimului fascist italian a fost de a crea un "Nou Imperiu Roman", în care Italia va domina Marea Mediterană. În anii 1935-1936, Italia a invadat și anexat Etiopia și guvernul fascist a proclamat crearea "Imperiului Italian". Liga Națiunilor, condusă de interesele britanice în aceeași zona, au protestat, cu toate acestea nici o acțiune nu a fost luată serios, deși mai târziu Italia se va confrunta cu izolarea diplomatică din mai multe țări. În 1937, Italia a părăsit Liga Națiunilor, și în același an, a aderat la Pactul Anti-Comintern, semnat de Germania și Japonia în anul precedent. În martie/aprilie 1939, trupele italiene au invadat și anexat Albania. Germania și Italia au semnat Pactul de Oțel pe 22 mai.
Italia a intrat în al Doilea Război Mondial pe 10 iunie 1940. În septembrie 1940, Germania, Italia și Japonia au semnat Pactul Tripartit. În 1941, într-o încercare de a porni o campanie militară pe cont propriu, italienii au suferit mai multe înfrângeri, în Grecia și în Egipt împotriva britanicilor. După intervenția germană în Iugoslavia, Balcani și Africa de Nord, Italia a reușit să evite un colaps militar major și a devenit dependentă și chiar subordonată militar Germaniei. În 1943, poporul italian și-a pierdut credința în Mussolini și nu a mai suportat războiul; Italia și-a pierdut coloniile sale, aliații au ocupat Africa de Nord în mai iar Sicilia a fost invadată în luna iulie.
La 25 iulie 1943, regele Victor Emanuel al III-a l-a demis pe Mussolini, punându-l sub arest, și a început negocieri secrete cu Aliații. Italia a semnat apoi un armistițiu cu Aliații pe 8 septembrie 1943 și s-a alăturat mai târziu aliaților occidentali în calitate de co-beligerant. La data de 12 septembrie 1943, Mussolini a fost salvat de către germani în Operațiunea Oak și un stat marionetă a fost format în nordul Italiei, deși a exercitat puțină putere reală, Italia continuând în calitate de membru al Axei Pactul Tripartit doar cu numele. Acest stat fascist înviat a fost menționat sub numele de Repubblica di Salò sau Republica Socială Italiană (Repubblica Sociale Italiana / RSI).

### Ungaria

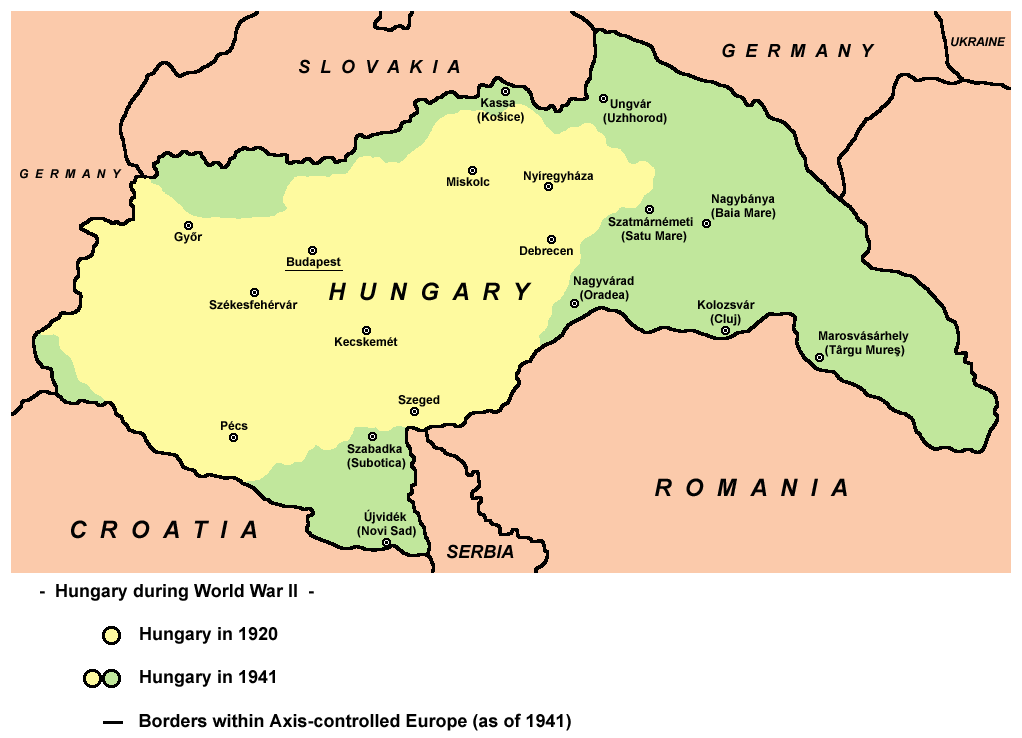

Ungaria a fost condusă de către amiralul Miklós Horthy ca regent. Ungaria a fost prima țară în afară de Germania, Italia, Japonia care au aderat la Pactul Tripartit, după semnarea acordului de la 20 noiembrie 1940.
În anii 1910 și sfârșitul anilor 1920, instabilitatea politică afectat țara până când o regență a fost stabilită de către Miklós Horthy. Horthy, care a fost un nobil maghiar și austro-ungar, ofițer de marină, a devenit Regent în 1920. În Ungaria, naționalismul a fost puternic, astfel cum a fost antisemitismul, care a atras naționaliștii maghiari să sprijine regimul nazist din Germania. Naționaliștii maghiari nu doreau neapărat recuperarea teritoriilor pierdute prin Tratatul de la Trianon. Ungaria era atrasă mai mult de Germania și Italia în mare măsură din cauza dorinței comune de a revizui reglementările de pace făcute după Primul Război Mondial. Datorită poziției sale pro-germane, ungurii au primit așezări avantajos teritoriale în formă de "premiu" din destrămarea Cehoslovaciei în 1939 și Transilvania de Nord de la România în arbitrajul de la Viena din 1940. În timpul invaziei din Iugoslavia, ungurii au permis trupelor germane să tranziteze pe teritoriul lor și forțele maghiare au luat, de asemenea, parte la invazie. Părți din Iugoslavia au fost anexate de Ungaria. Ca răspuns, Regatul Unit a rupt imediat relațiile diplomatice.
Deși Ungaria nu a participat inițial la invazia germană a Uniunii Sovietice, la 27 iunie, Ungaria a declarat război Uniunii Sovietice. Peste 500.000 de trupe au fost trimise pe Frontul de Est. Toate cele cinci armate de pe domeniul Ungariei au participat în cele din urmă la războiul împotriva Uniunii Sovietice, cea mai mare și cea mai importantă contribuție a fost făcută de către Armata a doua.
Trupele ungare, ca omologii lor din Axă, au fost implicate în alte numeroase acțiuni împotriva sovieticilor. Până la sfârșitul anului 1943, cu toate acestea, sovieticii au câștigat avantaj și germanii se aflau în retragere. Armata maghiară a doua a fost distrusă în lupta împotriva Uniunii Sovietice lângă Voronej, pe malurile râului Don. În 1944, cu trupele sovietice avansând spre Ungaria, Horthy a încercat să ajungă la un armistițiu cu Aliații. Cu toate acestea, germanii au înlocuit regimul existent cu unul nou. În cele din urmă Budapesta a fost luată de sovietici, după lupte crâncene. O serie de maghiari pro-germani s-au retras spre Italia și Germania, unde au luptat până la sfârșitul războiului.

### România

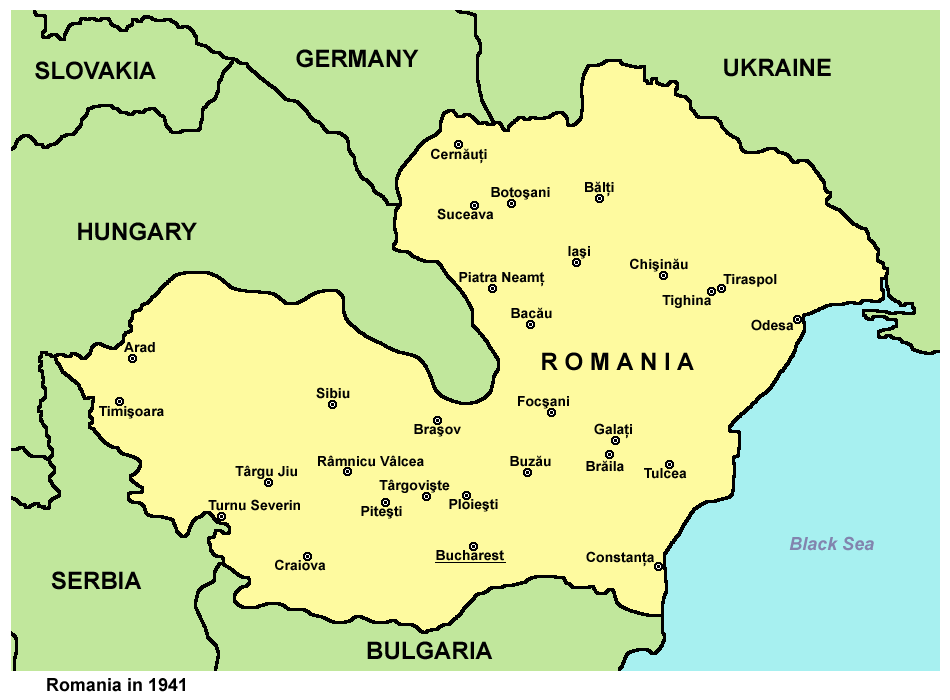

Atunci când a izbucnit războiul în Europa în 1939, România a fost pro-britanică și aliata polonezilor. Cu toate acestea, după invazia Poloniei de către Germania Nazistă și Uniunea Sovietică, și cucerirea germană din Franța și Țările de Jos, România a constatat ea însăși poziția din ce în ce mai izolată în care se afla. Elementele pro-germane și pro-fasciste au început să crească.
Pactul Ribbentrop-Molotov dintre Germania Nazistă și Uniunea Sovietică conținea într-un protocol secret cedarea unei părți din estul României, Basarabia, Uniunii Sovietice. La 28 iunie 1940, Uniunea Sovietică a anexat Basarabia și a ocupat și nordul Bucovinei și Ținutul Herța. La 30 august 1940, prin Dictatul de la Viena, Germania a forțat România să cedeze nordul Transilvaniei Ungariei. De asemenea, Dobrogea de Sud a fost cedată Bulgariei în septembrie 1940. Într-un efort de a potoli setea elementelor fasciste și de a obține protecția Germaniei, la 6 septembrie 1940, regele Carol al II-lea l-a numit prim-ministru pe generalul Ion Antonescu.
Două zile mai târziu, pe 8 septembrie 1940, Antonescu l-a silit pe rege să abdice și să transmită prerogativele regale fiului său, Mihai, după care el însuși s-a declarat Conducător, cu puteri dictatoriale. Sub domnia Regelui Mihai I și a guvernului militar al lui Antonescu, România a semnat Pactul Tripartit pe 23 noiembrie 1940. Trupele germane au intrat în țară în 1941 și au folosit teritoriul românesc ca platformă pentru invazia Iugoslaviei și a Uniunii Sovietice. De asemenea, România a fost un important furnizor de resurse pentru Germania Nazistă, în special petrol și cereale.
România s-a alăturat invaziei germane a Uniunii Sovietice la 22 iunie 1941. Aproape 800.000 de soldați români au luptat pe frontul de Est. Zonele anexate de către sovietici au fost ulterior recuperate de către România, împreună cu noua formațiune Transnistreană. În 1943, sovieticii au mutat linia frontului spre vest, reocupând Ucraina. În primăvara anului 1944, Uniunea Sovietică a lansat prima ofensivă în România. În urma loviturii de stat de la 23 august 1944, România a ieșit din alianța cu Puterile Axei, a declarat încetarea unilaterală a războiului împotriva Aliaților și a declarat război Germaniei Naziste și Ungariei.
Acordul de armistițiu dintre Aliați și România - 1944 a fost însă semnat la Moscova pe 12 septembrie 1944, astfel că timp de trei săptămâni, România a fost încă socotită ca un inamic de către Aliați, deși devenise deja un inamic pentru Puterile Axei. Alte rezultate ale loviturii de stat de la 23 august 1944 au fost retrocedarea Transilvaniei de Nord României, a Basarabiei și Bucovinei de Nord Uniunii Sovietice. Acordul de armistițiu dintre Aliați și România a stabilit despăgubirea URSS-lui de către România.

### Bulgaria

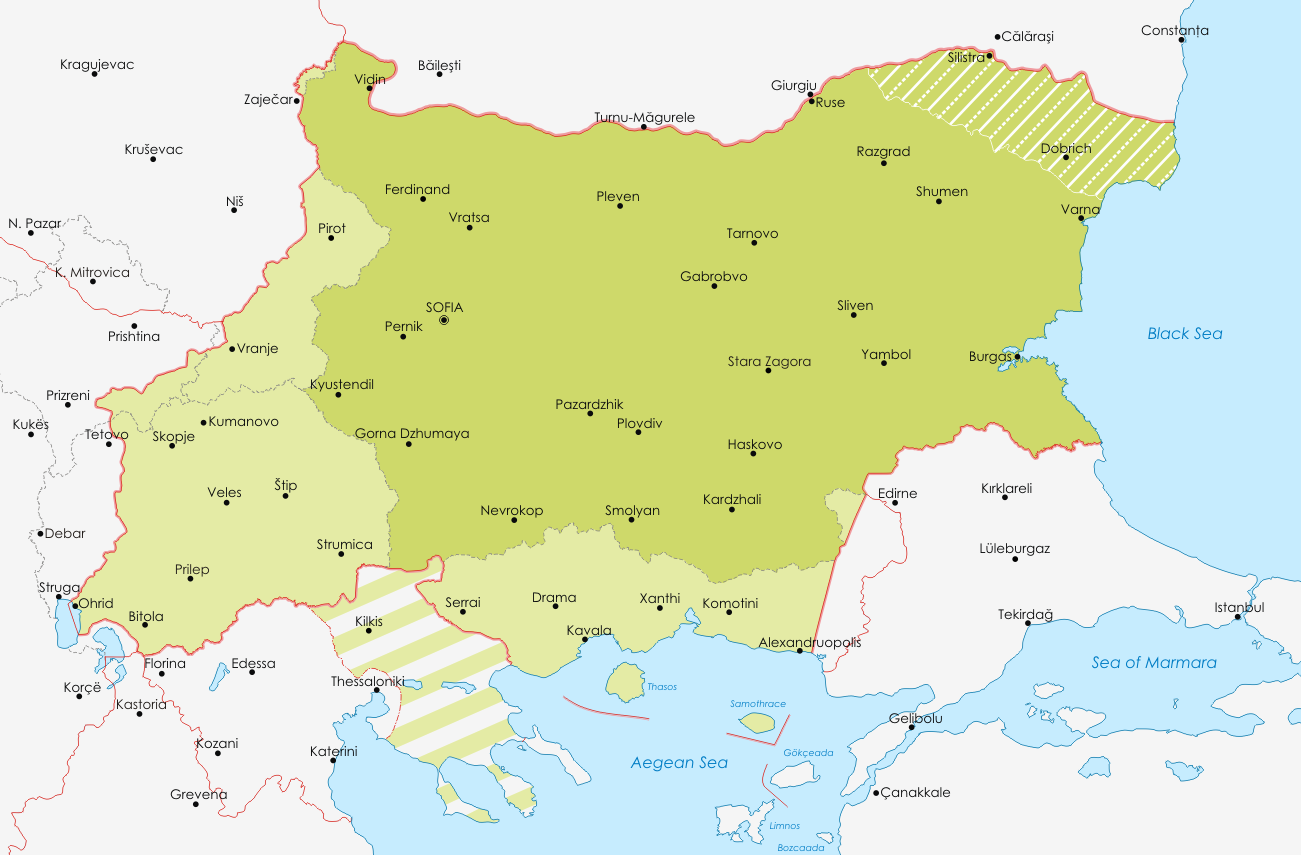

Bulgaria a fost condusă de Țarul Boris al III-lea, atunci când țara a semnat Pactul Tripartit la 1 martie 1941. Bulgaria a fost un aliat al Germaniei în Primul Război Mondial și a căutat o redobândire a teritoriului pierdut, în special Macedonia și Tracia din Marea Egee. În anii 1930, Bulgaria a fost atrasă de partea Germaniei Naziste. În 1940, în conformitate cu termenii Tratatului de la Craiova, Germania obligă România să cedeze Bulgariei partea sudică a Dobrogei, parte pierdută în 1913. Răsplata promisă pentru aderarea la puterile Axei a fost stabilirea Bulgariei în cadrul frontierelor definite prin Tratatul de la San Stefano.
Bulgaria a participat la invazia germană a Iugoslaviei și Greciei, și a anexat Banovina Vardar din Iugoslavia și estul Macedoniei grecești și Tracia de Vest din Grecia. În ciuda presiunii germane, Bulgaria nu s-a implicat în invazia pe care Germania a întreprins-o împotriva Uniunii Sovietice și nu a declarat război acestei țări. Totuși, în ciuda lipsei declarației de război, Marina bulgară a fost implicată într-un număr de ciocniri cu Flota Sovietică a Mării Negre, care a atacat nave de transport bulgare.
Guvernul bulgar a declarat război aliaților occidentali. Aceasta a însemnat un dezastru pentru civilii din Sofia precum și din alte orașe mari din Bulgaria, care au fost puternic bombardate de USAAF și RAF în 1943 și 1944. Pe măsură ce Armata Roșie se apropia de granița cu Bulgaria, la 2 septembrie 1944, o lovitură de stat a adus la putere un nou guvern, care a căutat pacea cu Aliații. Cu toate acestea, pe 5 septembrie, Uniunea Sovietică a declarat război Bulgariei și Armata Roșie a intrat în țară, neîntâmpinând nici o rezistență. În timpul loviturii de stat din 9 septembrie 1944, un nou guvern al Frontului Patriei a preluat puterea și trupele bulgare au luptat de partea Aliaților tot restul războiului. Bulgariei i s-a permis să păstreze sudul Dobrogei, dar a pierdut părți ocupate din regiunea Mării Egee și Macedonia Vardar, drept rezultat mai bine de 150.000 de bulgari fiind expulzați din Tracia de Vest.

## Co-beligeranți

### Finlanda

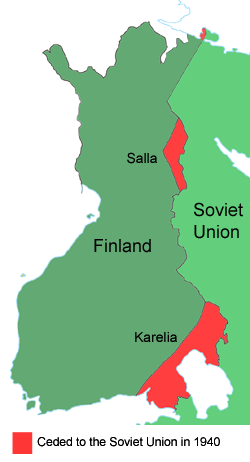

Deși Finlanda nu a semnat niciodată Pactul Tripartit și din punct de vedere (de jure) nu a fost o parte a Axei, a fost doar un co-beligerant în lupta împotriva Uniunii Sovietice. Finlanda a semnat Pactul Anti-Comintern în noiembrie 1941.
Pactul Ribbentrop-Molotov din august 1939, între Germania și Uniunea Sovietică conținea un protocol secret, împărțirea unei mari părți din Europa de Est și Finlanda sub sfera de influență sovietică. După mai multe încercări nereușite de concesii teritoriale și de altă natură asupra finlandezilor, în noiembrie 1939, Uniunea Sovietică a invadat Finlanda în timpul Războiului de Iarnă cu intenția de instituire a unui guvern - marionetă comunist în Finlanda.
Conflictul a amenințat rezervele de minereu de fier suedez și a oferit perspectiva de interferență a aliaților în regiune.
În ciuda rezistenței finlandeze, un tratat de pace a fost semnat în martie 1940, Finlanda a fost obligată să cedeze o parte din Karelia și al doilea oraș ca mărime al țării, Viipuri, o bună parte a teritoriului cel mai bine industrializat al țării, precum și structuri critice de apărare a Liniei Mannerheim. După război, Finlanda a căutat protecție și sprijin din Regatul Unit  și din neutra Suedie, dar a fost zădărnicită de către acțiunile trupelor sovietice și germane. Acest lucru a dus în Finlanda, fiind atras mai aproape de Germania, în primul rând cu intenția de a ajute la obținerea sprijinului german ca o contrapondere a presiunii continue sovietice și mai târziu pentru a ajuta să recâștige teritoriile pierdute.
În primele zile a Operațiunii Barbarossa, invadarea Uniunii Sovietice de către Germania, Finlanda a permis avioanelor germane ce se întorceau din misiunile de plantare a minelor explozive peste Kronstadt și râul Neva să se realimenteze pe aeroporturi finlandeze înainte de a reveni la bazele din Prusia de Est. Ca represalii, Uniunea Sovietică a lansat o ofensivă majoră împotriva aerodromurilor finlandeze și orașelor aferente, ceea ce a dus la o declarație de război împotriva Uniunii Sovietice pe 25 iunie 1941. Conflictul finlandez cu Uniunea Sovietică, în general, este menționat ca Războiul de Continuare.
Obiectivul principal al Finlandei a fost să recâștige teritoriul pierdut către Uniunea Sovietică în timpul războiului de iarnă. Cu toate acestea, la 10 iulie 1941, mareșalul Carl Gustaf Emil Mannerheim a emis un ordin de zi care conținea o formulare înțeleasă la nivel internațional ca un interes teritorial finlandez asupra Careliei.
Relațiile diplomatice dintre Regatul Unit și Finlanda s-au rupt la 1 august 1941, după ce forțele britanice au bombardat forțele germane din orașul și portul finlandez Pechenga (Petsamo). Regatul Unit a solicitat în mod repetat Finlandei să înceteze ofensiva împotriva Uniunii Sovietice, și pe 6 decembrie 1941, a declarat război Finlandei, deși nu au urmat operațiuni militare. Războiul nu a fost niciodată declarat între Finlanda și Statele Unite ale Americii, deși s-au rupt relațiile dintre cele două țări în 1944, ca urmare a acordului Ryti-Ribbentrop.
Finlanda a menținut comanda forțelor sale armate și a urmărit obiectivele sale de război independent de cele ale Germaniei, deși germani și finlandezi au lucrat îndeaproape în timpul operației SILVERFOX, o ofensivă comună împotriva Murmansk. Finlanda a refuzat cererile germane de a participa activ la asediul Leningradului, și, de asemenea, a acordat azil evreilor, in timp ce soldații evrei au continuat să servească în armată.
Relația dintre Finlanda și Germania devenită alianță în timpul celor șase săptămâni de acord Ryti-Ribbentrop, care a fost prezentată ca o condiție german pentru ajutor cu muniții și sprijin aerian, în cazul unor agresiuni cum ar fi ofensiva sovietică coordonată cu Ziua-Z ce amenința Finlanda cu ocupație completă. Acordul, semnat de președintele Risto Ryti, dar niciodată ratificat de către Parlamentul finlandez, obliga Finlanda să nu caute o pace separată cu Uniunea Sovietică fără acordul Germaniei Naziste.
După ofensivele sovietice au ajuns într-un impas, succesorul Ryti ca președinte, mareșalul Mannerheim, a respins acordul și a deschis negocieri secrete cu sovieticii, care a dus la o încetare a focului pe 4 septembrie și a Armistițiului Moscova, pe 19 septembrie 1944. Conform termenilor de armistițiu, Finlanda a fost obligată să expulzeze sau să dezarmeze soldații germani care au rămas, lucru care a dus la Războiul Laponiei. În 1947, Finlanda a semnat un tratat de pace cu Puterile Aliate.

## State marionetă

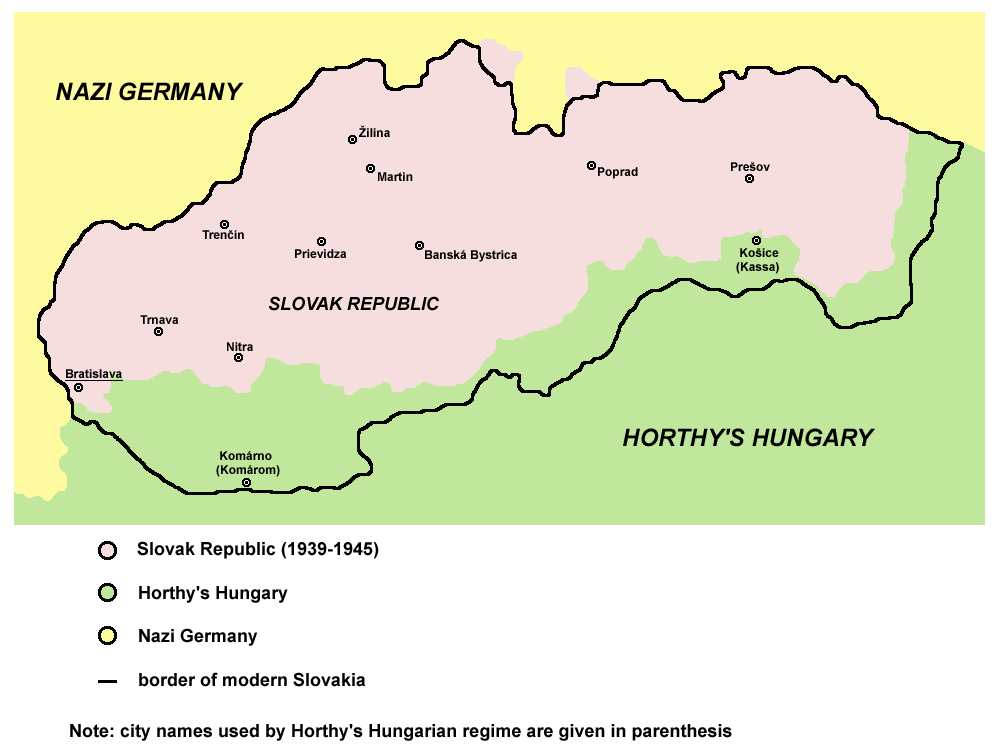

### Slovacia
Slovacia a devenit independentă în 1939, după separarea Cehoslovaciei, ca un stat aliat Germaniei Naziste. A luat parte la invadarea Poloniei pentru a recâștiga teritoriile răpite de Polonia în 1938 și cele oferite acesteia în 1922, care erau contestate de Slovacia. De asemenea, a trimis două divizii pe Frontul de Est. Republica Slovacă a fost condusă de politicianul și preotul Josef Tiso.
Articol principal: Republica Slovacă (1939-1945)

### Croația

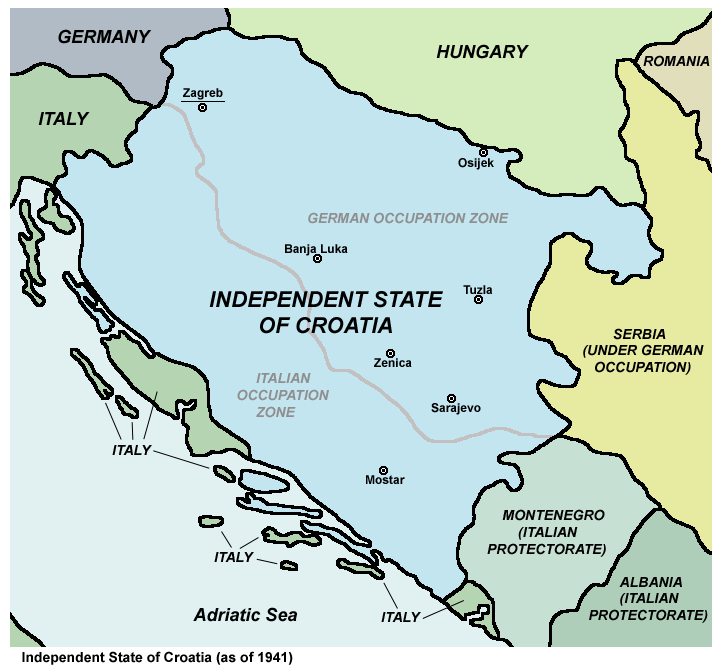

Aceasta a apărut pe hartă ca urmare a invadării forțelor Axei în Iugoslavia, care au împărțit teritoriul noului stat în două zone de influență: una germană și cealaltă italiană. Naziștii au propus italienilor să preia controlul asupra întregii Croații ca germanii să trimită mai multe trupe pe frontul de est, dar italienii au spus că n-ar putea să țină Croația sub control de unii singuri. Statul croat era condus de Ante Pavelici și de organizația teroristă Ustașa. Aceștia au pus în practică un Holocaust propriu care a vizat masacrarea tuturor non-croaților din noul stat, cu excepția bosniacilor musulmani, care erau considerați croați. România, datorită prietenia sale față de sârbi, a fost ultimul stat aliat Axei care a recunoscut Croația. 
Articol principal: Statul Independent Croat

### Serbia

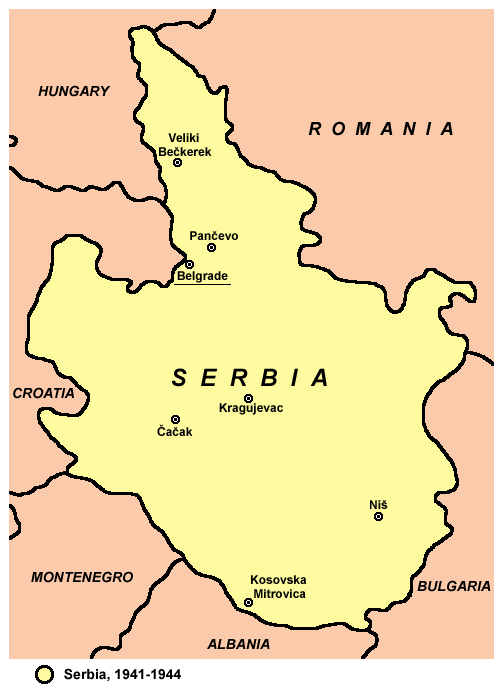

Serbia pro-nazistă a fost condusă de Guvernul Salvării Naționale, sub comanda generalului Nedici. Acest guvern a fost instaurat de naziști în urma invadării Iugoslaviei. Mai multe teritorii ale Serbiei au fost oferite altor state, Hitler dorind ca Serbia să fie mică drept pedeapsă, el considerând că sârbii au fost principalii vinovați de faptul că guvernul pro-Axă al Iugoslaviei a fost doborât și Iugoslavia s-a alăturat Aliaților. Banatul sârbesc a devenit o zonă autonomă, guvernată de etnicii șvabi din acel teritoriu în urma cererii lui Ion Antonescu, Hitler inițial dorind să ofere Banatul sârbesc Ungariei. Pe parcursul existenței sale, Serbia lui Nedić s-a aflat sub ocupație militară germană. Un factor benefic al acestui guvern a fost adăpostirea refugiaților sârbi din Croația și alte state. În august 1942, Belgradul a fost declarat "judenfrei" ("curățat de jidani").

### Muntenegru

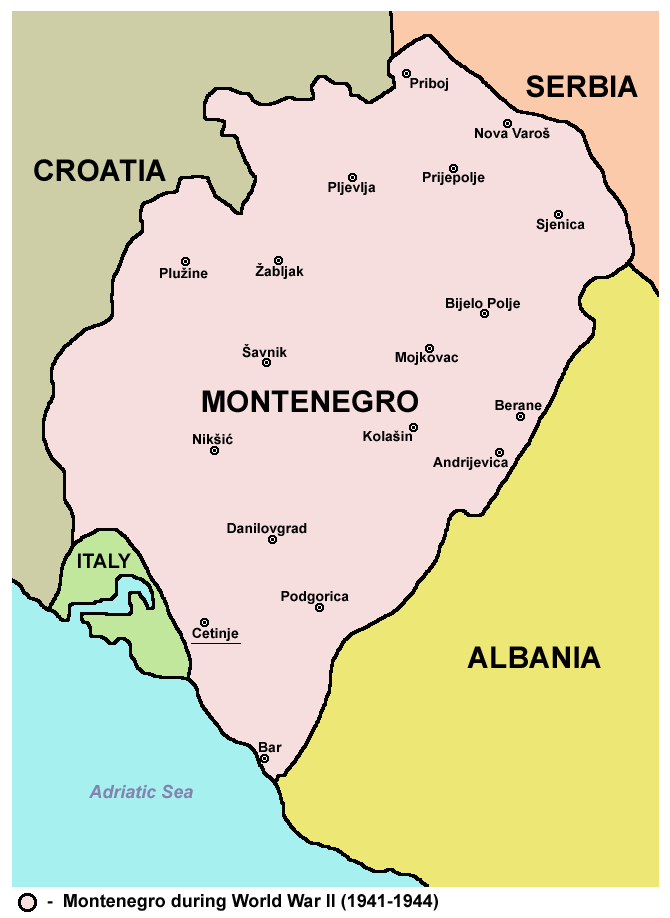

A fost un protectorat italian până la capitularea Italiei în 1943, când Muntenegru, acum sub conducere germană, a devenit un stat aliat Axei. 

### Albania

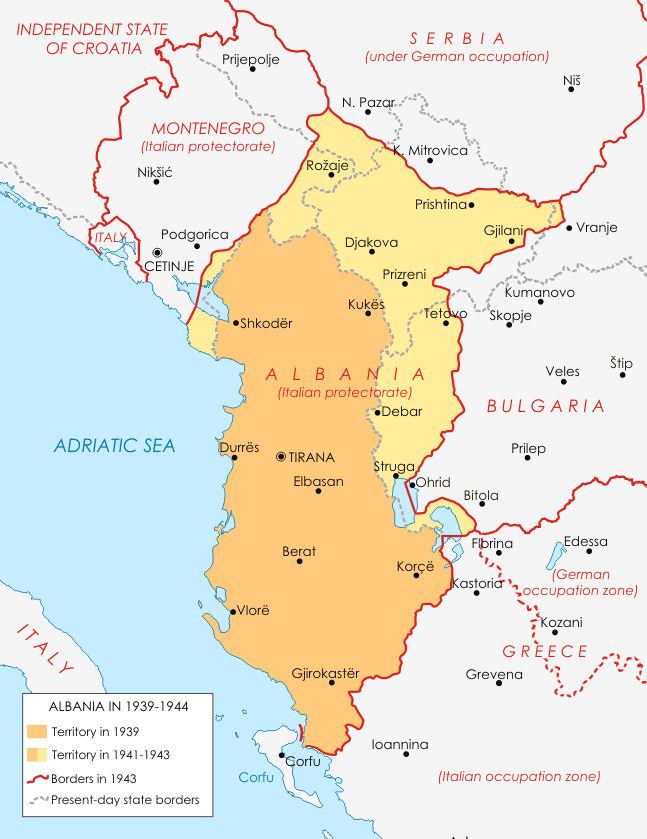

În 1943 Italia a trecut de partea Aliaților și armata nazistă a invadat Albania iar germanii au format un guvern condus de organizația extremistă Balli Kombëtar. Ei au dat Albaniei autonomie sub ocupația trupelor naziste.
Articol principal: Regatul Albaniei (1943 – 1944)

### Grecia

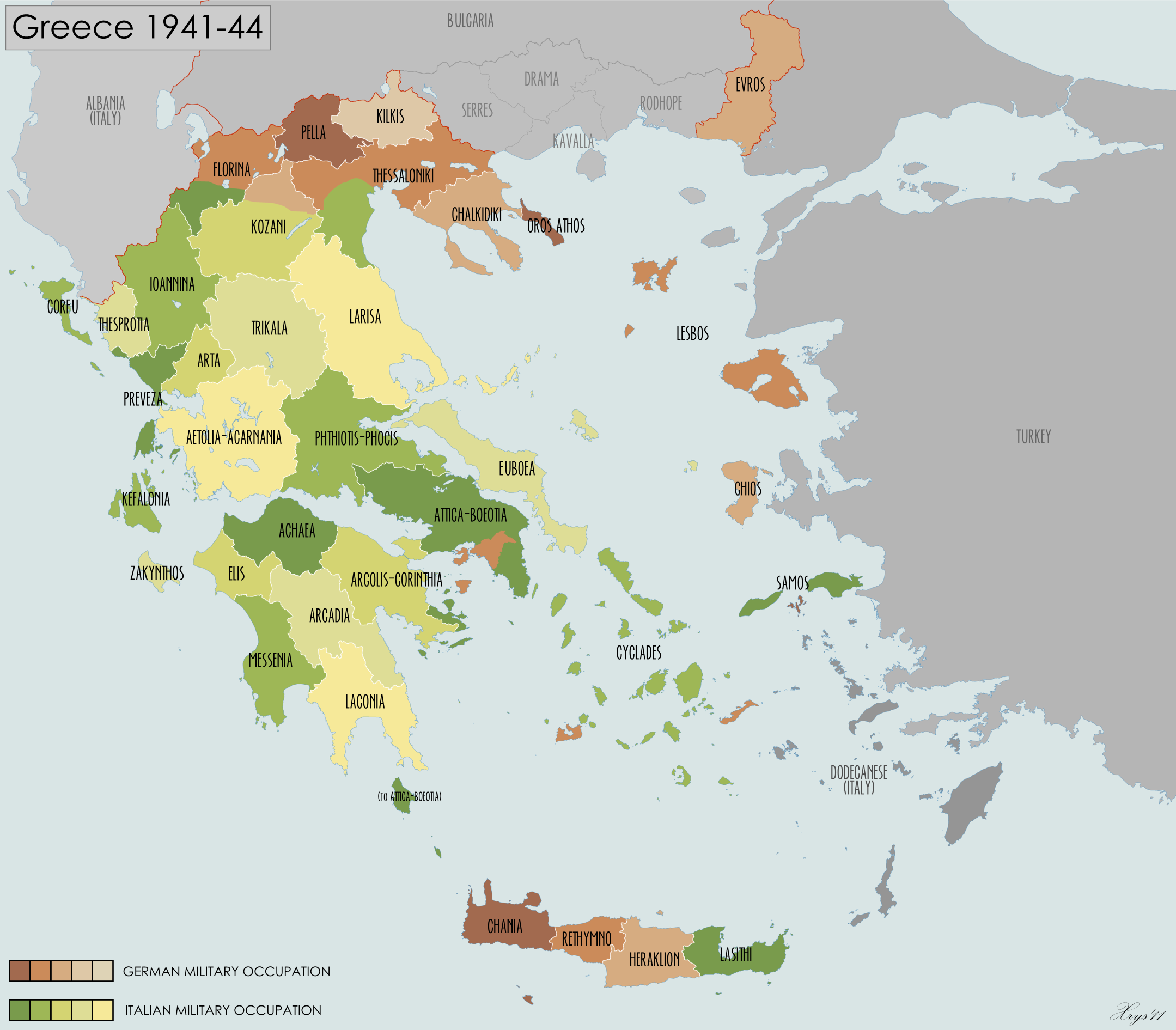

Grecia a fost ocupată și împărțită de către Puterile Axei iar un guvern pro-Axă a fost instaurat în țară.
Articol principal: Statul Elen (1941–1944)

### Autonomia de la Lokot

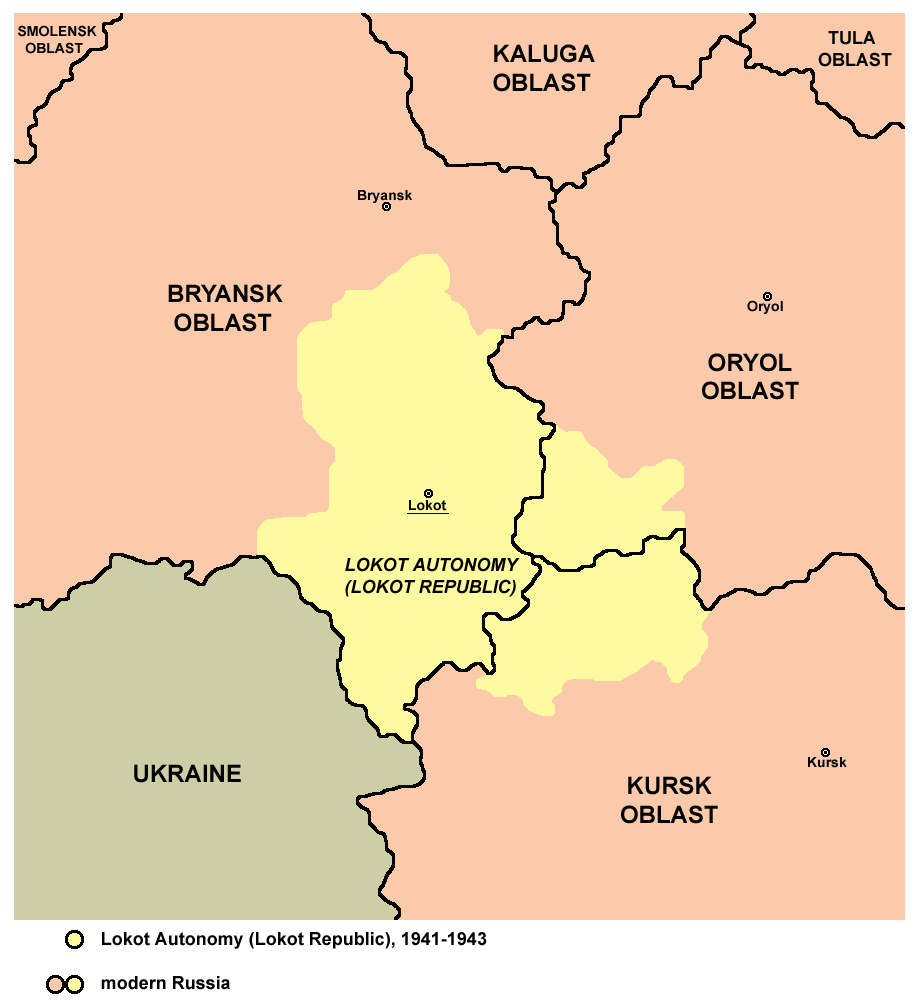

A fost un teritoriu guvernat de ruși din fostul teritoriu al Uniunii Sovietice ocupat de Germania Nazistă.
Articol principal: Republica Lokot

### Franța Colaboraționistă

Mareșalul Philippe Pétain a făcut pace cu Germania, astfel fiind instaurat Regimul de la Vichy, care stăpânea pământurile Franței ce nu fuseseră cucerite de germani.
Articol principal: Franța Vichy

### Italia (1943–1945)

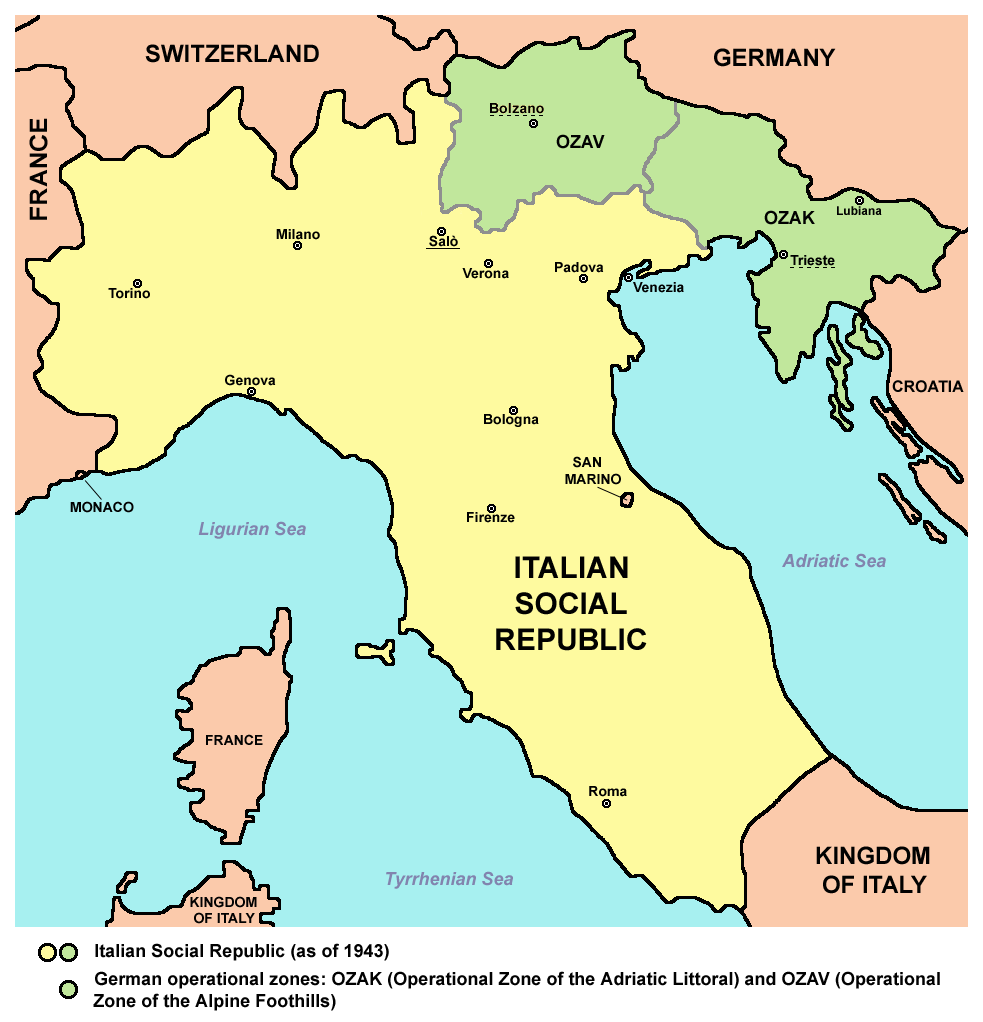

După capitularea Italiei, Benito Mussolini a fost salvat de naziști și a fost pus la conducerea Republicii Sociale Italiene, care a fost întemeiată în nordul Italiei de către nemți.
Articol principal:Republica Socială Italiană